# Limbourg
Limbourg (francia kiejtés: [lɛ̃buʁ]; németül és hollandul: Limburg; vallonul: Limbôr) vagy Limbourg-sur-Vesdre egy város és közigazgatási egység Vallóniában, Belgiumban, Liège tartományban, a Weser (Vesdre) folyó partján.
Limbourg lakossága 2008. január 1-jén 5680 fő volt. Teljes területe 24,63 km², ami 231 lakos/km² népsűrűséget jelent.
A település a következő városrészekből áll: Bilstain, Goé és Limbourg.
A város alsó, a Vesdre mentén fekvő részét Dolhainnak nevezik.

## Etimológia és történelem
A Limbourg név második része a burg szóból származik, amely megerősített várost jelent, és Európa számos olyan részén gyakori, ahol germán nyelveket beszélnek vagy beszélték a történelem során (lásd a germán helységnév-etimológiát). 

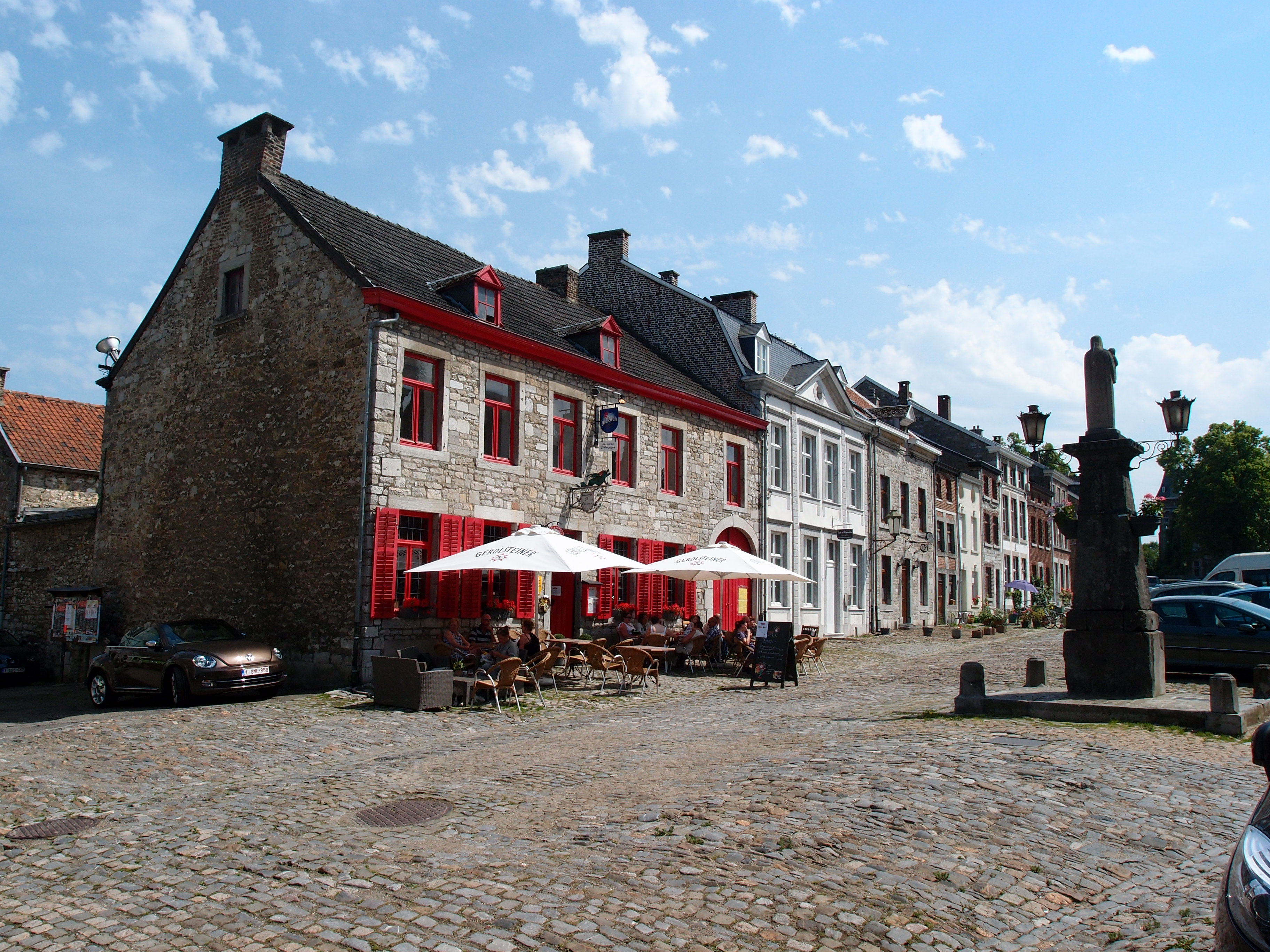
Limbourg történelmi városközpontja

A név első részével kapcsolatban különböző elméletek léteznek. Az egyik szerint a lint "sárkányt" jelent. Egy másik szerint a római kori limesre utal, amely a birodalom határainál helyezkedett el. Az sem zárható ki, hogy a régióban építkezéshez gyakran használt lim, lime (márga) az első szótag eredete. Jean-Louis Kupper történész szerint a települést Frigyes alsó-lotaringiai herceg a németországi Limburg apátság után nevezte el Limburgnak.
Limbourg egy domb tetején fekszik, amelyet a Vesdre folyó ölel körbe. Ez a középkorban komoly katonai előnyt jelentett, és lehetővé tette a város számára, hogy megvédje magát az idegen betolakodókkal szemben. A középkorban az uralkodó család hercegi rangot kapott, így a város a Limburgi Hercegség székhelye volt, amely a Német-római Birodalom alsó-lotaringiai régiójának része volt.
A város szerepelt a spanyol örökösödési háborúban, 1703-ban a Marlborough első hercege által vezetett brit és holland köztársasági erők kezére került.

## Zene
A "The Fat Lady of Limbourg" című dal Brian Eno 1974-es "Taking Tiger Mountain" című albumán egy olyan elmegyógyintézetről szól, amelynek több betege van, mint ahány lakosa a városnak.

## Külső linkek
- Limbourg történelmi látképe 1575-ből Archiválva 2023. március 26-i dátummal a Wayback Machine-ben